# Pitcairnés-norfolkense
El idioma pitcairnés-norfolkense (también llamado Pitkern-Norfuk) es el idioma hablado en las Islas Pitcairn y la Isla Norfolk por los residentes locales. Es una mezcla de inglés y tahitiano. Se originó en las Islas Pitcairn y fue introducido posteriormente en la Isla Norfolk.

## Historia
Después del motín del Bounty, los amotinados británicos se detuvieron en Tahití y llevaron a 19 polinesios consigo, sobre todo mujeres, a la alejada isla de Pitcairn, estableciéndose allí con ellas. Inicialmente, los tahitianos hablaban poco inglés y los tripulantes del Bounty hablaban incluso menos tahitiano. Aislados del resto del mundo, tuvieron que comunicarse entre ellos. Tras un tiempo formaron una nueva lengua única que mezcló un inglés simplificado con palabras y estructuras de la lengua tahitiana. El idioma fue influenciado por los diversos dialectos y los acentos británicos de la tripulación. Geográficamente, los amotinados procedían de las Indias Occidentales, con un marinero cuyo dialecto era un precursor del "patois" del Caribe. Uno era originario de Escocia. Por lo menos uno, Christian Fletcher, el líder, era un hombre instruido, con un habla diferenciada. El pitcairnés conserva muchas expresiones del inglés. Incluye palabras de la cultura marítima británica de la época. La influencia de los misioneros de la Iglesia Adventista del Séptimo Día y La versión del rey James de la biblia son también destacables. A mediados del siglo XIX, los habitantes de Pitcairn se establecieron en la isla Norfolk. Algunos regresaron más tarde a Pitcairn. La mayoría de los actuales hablantes de Pitcairn son los descendientes de los que regresaron. Muchos permanecieron en Norfolk también, donde la lengua estrechamente relacionada denominada norfuk todavía se habla. El pitcairnés y el norfuk son mutuamente inteligibles, y a veces se consideran la misma lengua.

## Situación en la Isla Norfolk
El idioma no tiene palabras para expresar algunos conceptos; algunos lo describen como un criptolecto, un pidgin o un idioma criollo. En la Isla Norfolk, algunos isleños creen que la única solución es crear un comité que redacte neologismos en norfolkense más que simplemente adoptar palabras en inglés para los nuevos avances tecnológicos. Por ejemplo, el norfolkense adoptó recientemente la palabra Kompyuuta, una versión en norfolkense de la palabra computadora. Estos procesos son similares con otras lenguas minoritarias o regionales en el mundo, como es el caso del idioma maorí de Nueva Zelanda y el islandés.
Debido a la inmigración y emigración que son más comunes, el norfolkense está cayendo en desuso. Sin embargo, se ha intentado restaurar el lenguaje a un uso más común, con la educación infantil, publicación de diccionarios inglés-norfolkense, etc.
Alice Buffet, una parlamentaria de la Isla Norfolk y lingüista australiana, desarrolló una gramática codificada y una ortografía para el lenguaje en la década de 1980, asistida por el doctor Donald Laycock, un académico de la Universidad Nacional de Australia. Su libro, Speak Norfuk Today (Hablar hoy norfolkense) fue publicado en 1988.
La Asamblea Legislativa de la Isla Norfolk también debatió periódicamente la opción de hacer el norfolkense una lengua cooficial en la isla,  junto con el inglés. Un reporte del Daily Telegraph del 21 de abril de 2005 menciona que una declaración había sido resuelta.
Como se mencionó, el norfolkense desciende primordialmente del pitkern (pitcairnés o Pi'kern) hablado por los residentes de las Islas Pitcairn. La facilidad del viaje de países de habla inglesa como Australia y Nueva Zelanda a la Isla Norfolk, particularmente cuando se compara el viaje a las Islas Pitcairn, hacen que el norfolkense haya tenido mayor exposición al inglés que con el Pitkern. Las dificultades de tener contacto con la población de Pitcairn generan una dificultad en comparar la inteligibilidad de los dos idiomas.

## Palabras

### Expresiones
- Wataweih - Hola. ¿Cómo estás?
- Welkam - Bienvenido (welcome)
- Yorlye - Ustedes (you)
- See yorlye morla - ¡Nos vemos hasta mañana! (see you all tomorrow)
- Wataweih all yorlye - ¡Hola a todos!
- All yorlye - Ustedes; se usa más comúnmente que "yorlye".
- Yorlye Kum Baek Sun - ¡Vengan pronto! (you all come back soon), despedida tradicional de la isla.
- Dem tull - Ellos dicen
- Webaut yu gwen? - ¿De dónde vienes? (where are you going?)
- Yorlye hau waawaha - Eres presumido
- Yu hau ama ula - Eres torpe
- Yu gut a hili - Eres perezoso

### Sustantivos
- Stik - arbusto, bosque
- Wettles - comida (originalmente del inglés antiguo "victuals")
- Norfuk Ailen - Isla Norfolk
- Kompyuuta - computadora
- Baccy - tabaco

### Verbos
- Naawe - nadar

### Adjetivos
- Wahwaha - presumido, vanidoso

### Adverbios
- Mai - después